# Gongrospermum
Gongrospermum é um género botânico pertencente à família Sapindaceae.